# Hangzhou Open 2024 - Qualificazioni singolare
Le qualificazioni del singolare del Hangzhou Open 2024 sono state un torneo di tennis preliminare per accedere alla fase finale. I vincitori dell'ultimo turno sono entrati di diritto nel tabellone principale. In caso di ritiro di uno o più giocatori aventi diritto a questi sono subentrati gli alternate, coloro che vengono ammessi al tabellone principale a causa dell'assenza di un lucky loser che possa sostituire il giocatore ritirato.

## Teste di serie
1. Radu Albot (primo turno)
2. Marco Trungelliti (qualificato)
3. Mitchell Krueger (ultimo turno, lucky loser)
4. Coleman Wong (qualificato)

1. Mackenzie McDonald (primo turno)
2. Yasutaka Uchiyama (qualificato)
3. Emilio Nava (primo turno)
4. Denis Evseev (qualificato)

## Qualificati
1. Denis Evseev
2. Marco Trungelliti

1. Yasutaka Uchiyama
2. Coleman Wong

### Lucky loser
1. Mitchell Krueger

1. James McCabe

## Tabellone

### Sezione 1
|  | Primo turno | Primo turno     | Primo turno | Primo turno | Primo turno |  |  | Ultimo turno | Ultimo turno    | Ultimo turno | Ultimo turno | Ultimo turno |  |
|  |             |                 |             |             |             |  |  |              |                 |              |              |              |  |
|  | 1           | Radu Albot      | 6           | 1           | 1           |  |  |              |                 |              |              |              |  |
|  | Alt         | Dalibor Svrčina | 3           | 6           | 6           |  |  | Alt          | Dalibor Svrčina | 6            | 4            | 4            |  |
|  | Alt         | Reilly Opelka   | 64          | 6           | 3           |  |  | 8            | Denis Evseev    | 0            | 6            | 6            |  |
|  | 8           | Denis Evseev    | 7           | 4           | 6           |  |  |              |                 |              |              |              |  |

### Sezione 2
|  | Primo turno | Primo turno        | Primo turno | Primo turno | Primo turno |  |  | Ultimo turno | Ultimo turno      | Ultimo turno      | Ultimo turno | Ultimo turno |  |
|  |             |                    |             |             |             |  |  |              |                   |                   |              |              |  |
|  | 2           | Marco Trungelliti  | 6           | 3           | 6           |  |  |              |                   |                   |              |              |  |
|  |             | Yosuke Watanuki    | 1           | 6           | 3           |  |  | 2            | Marco Trungelliti | Marco Trungelliti | 6            | 6            |  |
|  |             | James McCabe       | 64          | 7           | 6           |  |  |              | James McCabe      | James McCabe      | 2            | 3            |  |
|  | 5           | Mackenzie McDonald | 7           | 5           | 4           |  |  |              |                   |                   |              |              |  |

### Sezione 3
|  | Primo turno | Primo turno       | Primo turno       | Primo turno | Primo turno |  |  | Ultimo turno | Ultimo turno      | Ultimo turno      | Ultimo turno | Ultimo turno |  |
|  |             |                   |                   |             |             |  |  |              |                   |                   |              |              |  |
|  | 3           | Mitchell Krueger  | Mitchell Krueger  | 6           | 6           |  |  |              |                   |                   |              |              |  |
|  |             | Nicolás Mejía     | Nicolás Mejía     | 4           | 2           |  |  | 3            | Mitchell Krueger  | Mitchell Krueger  | 4            | 3            |  |
|  |             | Maxime Cressy     | Maxime Cressy     | 4           | 0           |  |  | 6            | Yasutaka Uchiyama | Yasutaka Uchiyama | 6            | 6            |  |
|  | 6           | Yasutaka Uchiyama | Yasutaka Uchiyama | 6           | 6           |  |  |              |                   |                   |              |              |  |

### Sezione 4
|  | Primo turno | Primo turno  | Primo turno  | Primo turno | Primo turno |  |  | Ultimo turno | Ultimo turno | Ultimo turno | Ultimo turno | Ultimo turno |  |
|  |             |              |              |             |             |  |  |              |              |              |              |              |  |
|  | 4           | Coleman Wong | Coleman Wong | 6           | 6           |  |  |              |              |              |              |              |  |
|  | WC          | Xiao Linang  | Xiao Linang  | 3           | 2           |  |  | 4            | Coleman Wong | 69           | 6            | 6            |  |
|  | WC          | Te Rigele    | Te Rigele    | 6           | 6           |  |  | WC           | Te Rigele    | 7            | 4            | 4            |  |
|  | 7           | Emilio Nava  | Emilio Nava  | 4           | 4           |  |  |              |              |              |              |              |  |